# Parafia św. Maksymiliana Kolbego w Wałbrzychu
Parafia św. Maksymiliana Marii Kolbego w Wałbrzychu – parafia rzymskokatolicka znajdująca się w dekanacie wałbrzyskim południowym w diecezji świdnickiej. Została erygowana 24 kwietnia 1996 roku. Obejmuje swoim zasięgiem osiedla: Gaj, Glinik Nowy oraz osiedle Matylda, przy byłej kopalni węgla kamiennego Wałbrzych.
W parafii tej wybudowano jako pierwszy od czasów II wojny światowej kościół parafialny w Wałbrzychu. W 1998 roku bp Tadeusz Rybak dokonał poświęcenia murów kościoła. 20 maja 2018 roku bp Ignacy Dec konsekrował świątynię. 

## Proboszczowie
- ks. Tadeusz Wróbel (1996–2011)[2]
- ks. Franciszek Skwarek (2011–2020)[3]
- ks. Grzegorz Kupczyk (2020–2021 administrator)
- ks. Kamil Raczycki (od 2021 administrator, później proboszcz)